# آدم بوشارد
آدم بوشارد هو لاعب كرة قدم كندي، ولد في 12 مارس 1996 في أوكفيل في كندا. شارك مع منتخب كندا تحت 23 سنة لكرة القدم. أما مع النوادي، فقد لعب مع Toronto FC II ‏.

## وصلات خارجية
- آدم بوشارد على موقع قاعدة بيانات كرة القدم.إي يو (الإنجليزية)
- آدم بوشارد على موقع Soccerway.com (الإنجليزية)
- آدم بوشارد على موقع اللجنة الأولمبية الكندية (الإنجليزية)